# Небојша Крупниковић
Небојша Крупниковић (рођен 15. августа 1973. у Ариљу) је бивши српски фудбалер.

## Каријера
Дебитовао је за Црвену звезду у сезони 1991/92. против суботичког Спартака када је ушао у игру са клупе заменивши Илију Најдоског. Те сезоне се појавио у тиму на два лигашка меча и као тинејџер се радовао освајању титуле првака. Наредне сезоне сакупио је осам првенствених мечева, а у освајању купа 1993. није провео ни минут на терену. Тежим путем је морао да се пробија до свог места под сунцем, па је 1993. године прослеђен на позајмице у Раднички из Београда и грчки Паниониос, где је био врло запажен и на 30 лигашких мечева се девет пута уписао у стрелце.
По повратку у табор Црвене звезде у сезони 1994/95. пружио је сјајне партије. У шампионату је на 30 сусрета постигао чак 23 гола, један мање од првог стрелца екипе Дарка Ковачевића и значајно допринео повратку титуле на београдску Маракану. Био је трећи стрелац лиге. У победи против Војводине (3:0) постигао је два гола, против Партизана водећи погодак у 11. минуту у тријумфу од 3:2, а гол који је постигао “маказицама“ на 99. вечитом дербију против Партизана (2:2) у 16. минуту, један је од најлепших, а вероватно и најатрактивнији у историји дуела против црно-белих. Имао је фантастичан финиш сезоне, јер је у последња три кола постигао чак осам голова, два против Бечеја (2:2) и по три у убедљивим победама против Рада (8:1) и Борца из Чачка (7:3). У освајању Купа био је први стрелац Звезде са пет погодака у девет утакмица. Поново је био кобан по Партизан јер је у Звездиној победи на домаћем терену од 2:0 у првом сусрету четвртфинала оба пута био стрелац. Други гол на овом дербију постигао је из пенала, који је над њим направљен. Један погодак је постигао и у првом финалном мечу против Обилића (4:0). Крупниковић је у сезони 1994/95. на 39 утакмица у свим такмичењима постигао 28 голова и заједно са Дарком Ковачевићем био најефикаснији у тиму који је стигао до дупле круне.
По укидању спортских санкција Звезда као шампион државе није заиграла у Лиги шампиона, већ у Купу УЕФА, где је тим испао на старту од швајцарског Ксамакса (0:1 и 0:0). Крупниковић је играо на оба меча, а у првенству Југославије 1995/96. са 19 голова у 32 утакмице био је први голгетер клуба. Поново је био стрелац против Партизана (2:3), а постигао је и победоносни погодак са беле тачке против Војводине (1:0). По два пута се уписао у стрелце против Напретка (3:0), зрењанинског Пролетера (5:1) и нишког Радничког (3:1). Титула је црвено-белима измакла, али не и трофеј у Купу, где је Крупниковић бриљирао са седам голова у девет утакмица и поново био најбољи стрелац екипе. Три пута је погађао мрежу Лознице (6:1), а по једном био стрелац у финалним тријумфима над Партизаном од 3:0 и 3:1.
Касније је носио дрес Стандарда из Лијежа 1996. године (15 утакмица, пет голова у белгијској лиги), затим јапанске Гамбе из Осаке, где је од 1997. до 1998. на 40 мечева 11 пута био стрелац. Кратко је наступао за француску Бастију на позајмици 1999. године (10 првенствених утакмица, један гол). Исте године је био и у ОФК Београду, а након тога је од 1999. до 2001. године играо за немачки Кемницер из Кемница, где је у 38 утакмица постигао девет голова. Одличан утисак остварио је у немачком Хановеру, где се у потпуности вратио на велику сцену. Од 2001. до 2005. године је у дресу овог клуба на 117 лигашких утакмица постигао 17 голова. У сезони 2001/02. је у другом рангу такмичења на 38 сусрета забележио девет голова, а наредне сезоне је у Бундеслиги имао запажен учинак. На 32 утакмице се пет пута уписао у стрелце. За Арминију из Билефелда је у сезони 2005/06. на осам утакмица постигао три гола, а каријеру је завршио у Падерборну, где је у сезони 2007/08. био у саставу 29 пута уз два забележена гола.

## Трофеји

### Црвена звезда
- Првенство СФР Југославије (1) : 1991/92.
- Првенство СР Југославије (1) : 1994/95.
- Куп СР Југославије (2) : 1994/95, 1995/96.